# Gene Mayer
Gene Mayer (Flushing, 11 aprile 1956) è un ex tennista statunitense.
Anche suo fratello Sandy è stato un tennista professionista, e anch'egli capace di raggiungere le prime dieci posizioni mondiali (i cosiddetti "top ten") sia nel singolo che nel doppio (rispettivamente 7º e 3º). Rappresentano gli unici fratelli ad avere raggiunto i "top ten" (entrambi sia in singolo che in doppio). Furono allenati dal padre Dr. Alex Mayer Sr. anch'egli giocatore di Coppa Davis americano.

## Carriera
Inizia a giocare a tennis all'età di due anni, da giovane frequenta l'Università di Stanford dove si laurea in soli tre anni e nel 1979 ottiene il titolo di All-Americans.
Destro di nascita partecipa sia a tornei in singolare che di doppio ed in entrambe le specialità riesce a scalare la classifica fino alla top-5. Dotato di un talento e soprattutto di un tocco straordinario, grazie ad una peculiarità tecnica molto inconsueta:la capacità di giocare sia dritto che rovescio a due mani. In particolare si ricordano le sue smorzate improvvise. La sua attività fu limitata da un fisico piuttosto fragile e da numerosi infortuni, in particolare alle caviglie.
Conquista i primi titoli nel 1978, vince infatti il Guadalajara Open in singolare e ben sei titoli nel doppio, tra questi si conta il Roland Garros in coppia con Hank Pfister.

L'anno successivo sono cinque le vittorie in doppio dove riesce a difendere il titolo all'Open di Francia, è ancora uno il titolo in singolare.
Nel 1980 raggiunge i primi quarti di finale in un torneo dello Slam, a Wimbledon dove viene eliminato dal futuro vincitore Björn Borg. Durante la stagione ottiene anche il suo best ranking con la quarta posizione mondiale raggiunta in ottobre, pochi mesi prima aveva raggiunto inoltre la quinta posizione in doppio. Al Masters di fine anno viene sconfitto in semifinale da Ivan Lendl.

Partecipa alla Coppa Davis 1982 e con quattro vittorie su sei incontri riesce ad aiutare il team americano alla conquista del titolo.

Chiude la carriera con trenta titoli conquistati, quattordici in singolare.

## Statistiche

### Singolare

#### Vittorie (14)
| Nr. | Anno | Torneo                                      | Superficie  | Avversario in finale | Risultato          |
| 1.  | 1978 | Guadalajara Open, Guadalajara               | Terra rossa | John Newcombe        | 6–3, 6–4           |
| 2.  | 1979 | Cologne Grand Prix, Colonia                 | Cemento (i) | Wojciech Fibak       | 6–3, 3–6, 6–1      |
| 3.  | 1980 | Denver Open, Denver                         | Sintetico   | Victor Amaya         | 6–2, 6–2           |
| 4.  | 1980 | Lorraine Open, Metz                         | Sintetico   | Gianni Ocleppo       | 6–3, 6–3, 6–0      |
| 5.  | 1980 | Countrywide Classic, Los Angeles            | Cemento     | Brian Teacher        | 6–3, 6–2           |
| 6.  | 1980 | ATP Cleveland, Cleveland                    | Cemento     | Victor Amaya         | 6–2, 6–1           |
| 7.  | 1980 | SAP Open, San Francisco                     | Sintetico   | Eliot Teltscher      | 6–2, 2–6, 6–1      |
| 8.  | 1981 | U.S. Indoor National Championships, Memphis | Sintetico   | Roscoe Tanner        | 6–2, 6–4           |
| 9.  | 1981 | Denver Open, Denver (2)                     | Sintetico   | John Sadri           | 6–4, 6–4           |
| 10. | 1981 | ATP Cleveland, Cleveland (2)                | Cemento     | Dave Siegler         | 6–1, 6–4           |
| 11. | 1981 | Stockholm Open, Stoccolma                   | Cemento (i) | Sandy Mayer          | 6–4, 6–2           |
| 12. | 1982 | BMW Open, Monaco di Baviera                 | Terra rossa | Peter Elter          | 3–6, 6–3, 6–2, 6–1 |
| 13. | 1983 | ATP Rotterdam, Rotterdam                    | Cemento (i) | Guillermo Vilas      | 6–1, 7–6           |
| 14. | 1983 | Countrywide Classic, Los Angeles (2)        | Cemento     | Johan Kriek          | 7–6, 6–1           |